# Hapki yusul
Hapkiyusul is een Koreaanse zelfverdedigingkunst ontstaan uit het Japanse Daito Ryu Aiki Jujutsu zoals dit is doorgegeven door Choi Yong-sul.

## Hapkido en HapkiYusul
Choi Yong-sul wordt vaak gezien als de grondlegger van het Koreaanse hapkido. Nadat Choi terug was gekomen uit Japan, waar hij Daito Ryu Aikijujutsu had geleerd, begon hij met lesgeven in een stijl die hij zelf yawara (=yusul) noemde. Leerlingen van Choi bouwden op deze technieken verder en zo ontstond uiteindelijk hapkido.
In hapkiyusul probeert men trouw te blijven aan de technieken zoals die oorspronkelijk onderwezen werden door Choi.

## Kim Yun-sang
De huidige hapkiyusul-beweging wordt aangevoerd door Kim Yun-sang (김윤상) de tweede opvolger (doju) van Choi. Choi's eerste opvolger was diens zoon Choi Bok-yeol (최복열) die echter in 1987, drie jaar na zijn vader, overleed. Een tweede opvolger was toen nog niet aangewezen. Kim Yun Sang nam de rol van doju op zich.
Kim Yun Sang kwam in 1972 in contact met Choi Yong-sul. Hij beoefende toen reeds hapkido en was in het bezit van zijn vierde dan. Kim Yun-sang trainde met Choi Yong-sul tot diens dood in 1986. Pas vanaf het jaar 2000 is Kim Yun-sang actief bezig met het promoten van hapkiyusul. Tot die tijd heeft hij gewerkt aan het perfectioneren van zijn techniek.
Kim geeft les in Gumsan, zijn school draagt de naam Yong Sul Kwan (용술관).

## In de Lage Landen
Nederland is een van de weinige landen, buiten Korea, waar les wordt gegeven in deze oosterse vechtkunst. In Groningen maakte Frans Drenth zich sterk voor de promotie van hapkiyusul. Hij was een van de weinige buitenlanders in het bezit van een dan-graad in hapkiyusul en was lange tijd de vertegenwoordiger van de Europese hapki yusul beweging. Na het overlijden van Drenth traint nog een relatief klein groepje leerlingen verder.
In februari 2008 bracht grootmeester Kim Yun Sang voor het eerst een bezoek aan Europa. Vanuit Nederland en België werd door diverse hapki yusul en hapkido beoefenaars deelgenomen aan deze seminar. Nadien heeft grootmeester Kim Europa, met name Duitsland, vaker bezocht en is hapki yusul gestaag aan een opmars bezig.